# Голмбах
Голмбах (њем. Golmbach) општина је у њемачкој савезној држави Доња Саксонија. Једно је од 32 општинска средишта округа Холцминден. Према процјени из 2010. у општини је живјело 1.016 становника. Посједује регионалну шифру (AGS) 3255015.

## Географски и демографски подаци
Голмбах се налази у савезној држави Доња Саксонија у округу Холцминден. Општина се налази на надморској висини од 149 метара. Површина општине износи 15,8 km². У самом мјесту је, према процјени из 2010. године, живјело 1.016 становника. Просјечна густина становништва износи 64 становника/km².